# Slag bij Stralsund
De slag bij Stralsund vond plaats op 31 mei 1809 tijdens de Deens-Zweedse oorlog van 1808-1809 en de Frans-Zweedse oorlog, onderdeel van de Napoleontische oorlogen, tussen het vrijkorps van Ferdinand von Schill en de Napoleontische troepen in Stralsund. Schill sneuvelde, het vrijkorps werd verslagen.

## Opmaat
Stralsund, een haven aan de Oostzee in Zweeds-Pommeren, werd na het beleg van 1807 overgegeven aan Frankrijk tijdens de Vierde Coalitieoorlog. De Pruisische kapitein Ferdinand von Schill viel in deze oorlog op door in 1806 de Franse aanvoerlijnen af te snijden met behulp van guerrillatactieken. In 1807 richtte hij een vrijkorps op en vocht met succes tegen de Franse troepen in wat hij zag als een patriottische opstand. Toen zijn korps na de Vrede van Tilsit op 9 juli 1807 werd ontbonden, werd Schill bevorderd tot majoor en kreeg hij de onderscheiding Pour le Mérite. Hij werd gezien als held van Duitse patriottische bewegingen en het Duitse verzet.
In januari en februari 1809 vroeg het Duitse verzet in het door Frankrijk bezette Westfalen Schill om een opstand te leiden. Hij stemde in april toe en stelde een proclamatie op die door de Fransen werd onderschept. Hij verliet Berlijn op 27 april toen hij met arrestatie werd bedreigd. Met een vrijkorps van 100 huzaren trok Schill zuidwestwaarts richting Westfalen om een anti-Franse opstand aan te wakkeren, maar nieuws over de Franse overwinning in de slag bij Regensburg deed hem van plan veranderen. Schill keerde noordwaarts om een haven veilig te stellen, in de hoop op hulp van de Britse marine.

## Veldslag
Schill trok op 25 mei Stralsund binnen met 2000 man. Het vrijkorps werd achtervolgd door een Franse troepenmacht van 6000 Denen, Holsteiners, Nederlanders en Fransen, wat op 31 mei in de stad leidde tot een confrontatie. Tegen die tijd had Schill 1490 troepen onder zijn bevel in Stralsund, waaronder 300 Zweden van de landweer van Rügen, evenals een militie van 200 voormalige Zweedse soldaten, onder leiding van Friedrich Gustav von Petersson.
Ongeveer 4000 Nederlandse hulptroepen stonden onder bevel van Pierre-Guillaume Gratien, nog eens 1500 Deense troepen stonden onder bevel van generaal Johann von Ewald. De Nederlandse troepen bestonden uit de 6e en 9e infanterie, het 2e regiment paarden, twee eskadrons huzaren en twee batterijen rijdende artillerie. Ze trokken de stad binnen na de bestorming van een stadspoort, de Tribseer Tor. Ze namen het op tegen Schill's vrijkorps in straatgevechten. Schill kwam daarbij om, samen met 300-400 van zijn mannen. Nog eens 568 mannen werden gevangen genomen, waaronder Petersson, die vier dagen later werd geëxecuteerd. Tussen de 400 en 500 man wist te ontsnappen. De Nederlanders hadden 173 man verloren en de Denen 68.

## Nasleep
Elf officieren van Schill werden naar Braunschweig gebracht en later in Wezel op bevel van Napoleon Bonaparte geëxecuteerd. Meer dan vijfhonderd mannen van Schill belandden in gevangenschap. Schills hoofd werd naar Nederland gestuurd om in Leiden in een bibliotheek tentoongesteld te worden. Pas in 1837 werd het hoofd begraven in Braunschweig.
Schill was niet de enige met plannen om een opstand van het Pruisische volk tegen de Franse bezetting aan te wakkeren. Andere prominente samenzweerders waren Frederik Willem van Brunswijk en Kasper von Dörnberg. Ze zagen allemaal het Oostenrijkse verzet en de daaruit voortvloeiende Vijfde Coalitieoorlog als een kans om Napoleon Bonaparte ook uit Noord-Duitsland te verdrijven. Frankrijk bleek echter de sterkste partij te zijn, en Schills nederlaag in de straten van Stralsund maakte definitief een einde aan alle plannen voor een volksopstand.